# ماکسین سینگر
ماکسین سینگر (انگلیسی: Maxine Singer؛ زادهٔ ۱۵ فوریهٔ ۱۹۳۱ – درگذشتهٔ ۹ ژوئیهٔ ۲۰۲۴) زیست شناس و مدیر علوم مولکولی آمریکایی بود. او برای کمک‌های خود به حل کد ژنتیکی شناخته شده‌است. او نقش خود را در بحث اخلاقی و قانونی در تکنیک دی ان ای نوترکیب (از جمله سازمان کنفرانس اسیلومار در دی ان ای نوترکیب) و رهبری او از موسسه کارنگی واشنگتن ایفا کرده‌است.